# Заповіт примари
«Заповіт примари» — кінофільм режисера Еріка Кануеля, що вийшов на екрани в 2009 році.

## Зміст
Героями фільму є члени сім'ї, у кожного з яких є свої «таргани». Мати - депресивна алкоголічка, ведуча безладне статеве життя і зображає колишніх коханців на стіні своєї квартири; син ще не до кінця спився, але вже близький до того; дочка (його сестра), судячи з натяків, колись мала зі своїм братом плотські відносини, в результаті чого переїхала і перервала зв'язки з родиною. 
Повертаючись додому після чергової п'янки, мати починає діставати свого сина, то погрожуючи пістолетом, то вимагаючи вбити її. Зрештою у сина зриває котушку, той стріляє в матір і викидає труп в канаву. Отямившись, він дзвонить сестрі, яка анітрохи не дивується новини. Вранці разом вони вирішують знайти труп і знаходять - але це виявляється другий труп. У житті відразу з'являється багато проблем, з яких поліція - далеко не сама основна.

## Ролі
| Актор              | Роль               |
| ------------------ | ------------------ |
| Патрік Юар         | Реймон Маршільдон  |
| Жюлі Ле Бретон     | Анжель, сестра     |
| Сільвія Буше       | мати               |
| Крістіан бежен     | поліцейський Пілон |
| Крістофер Хейєрдал | Пауло              |
| Марі Брассар       | Полетт             |
| Патріс Робітай     | Жо-Луї             |
| Юголен Шевретт     | Роккі              |
| Жиль Рено          | продюсер           |

## Знімальна група
- Режисер — Ерік Кануель
- Сценарист — Бенуа Гішар
- Продюсер — П'єр Гендрон, Крістіан Лярош, Річард Остігай
- Композитор — Бернард Кутюр